# Транспортна задача
Транспортната задача е основна задача в линейното програмиране, която се състои в намирането на
{\displaystyle \sum _{\mu ,\nu =1}^{m,n}c_{\mu ,\nu }x_{\mu ,\nu },}
когато са в сила:
{\displaystyle \sum _{\nu =1}^{n}x_{\mu ,\nu }=a_{\mu }\ \ (\mu =1,...,m),\ \ \ \sum _{\mu =1}^{m}x_{\mu ,\nu }=b_{\nu }\ \ (\nu =1,...,n).}
Наименованието ѝ, „транспортна“, произлиза от интерпретацията на четирите параметъра по следния начин:
- {\displaystyle a_{\mu }} като количества произведена продукция в {\displaystyle m} на брой пункта;
- {\displaystyle b_{\nu }} като количества необходима продукция за {\displaystyle m} на брой потребители;
- {\displaystyle x_{\mu \nu }} като количество продукция, произведено в {\displaystyle \mu }-тия пункт и предназначено за доставка до {\displaystyle \nu }-тия потребител, и
- {\displaystyle c_{\mu \nu }} като транспортната цена на единиция продукция от {\displaystyle \mu }-тия производител до {\displaystyle \nu }-тия потребител.[1]